# Abadia de Holyrood
L'abadia de Holyrood és una abadia agustina que es troba en ruïnes a Edimburg, a Escòcia. Aquesta abadia (que es troba als terrenys del palau de Holyrood, al qual precedeix en antiguitat) va ser construïda l'any 1128 per ordre del rei David I d'Escòcia.

## Etimologia del nom
«Rood» és una paraula antiga per a 'creu', que normalment significa la creu de la crucifixió de Jesucrist; per tant, el nom és equivalent a «Santa Creu».

### La llegenda de fundació de l'abadia
Una llegenda relata que el rei David I, un dia que tingué dificultats per caçar en els boscos, va ser salvat per un cérvol amb una creu il·luminada entre les banyes, que li va fer prometre construir una església en aquest lloc.
Segons una altra llegenda, l'any 1127, quan el rei David I caçava als boscos propers a Edimburg, es va trobar de sobte en perill per la cornamenta d'un cérvol. Dos germans, Johannes i Gregan, de la Baronia de Crawford a Strathclyde Alta, van salvar el rei. En agraïment, va fer cavallers els germans i va fundar l'abadia de Holyrood l'any següent. D'aquell dia ençà, aquesta branca de la família Crawford va adoptar la imatge d'un cap de cérvol amb una creu d'or entre les banyes per commemorar la fundació de l'abadia. Aquesta família va adoptar el lema Tutum et Roboré Reddam, que significa «La nostra força et donarà força».

## Història
Des del segle xv, l'abadia de Holyrood fou el lloc de moltes coronacions reials i cerimonials matrimonials; però també va patir nombrosos atacs. Durant la Guerra angloescocesa per Enric VIII d'Anglaterra, Edward Seymour i Earl de Hertford van saquejar l'abadia l'any 1544; després, com a protector de Somerset, va realitzar un assalt causant gran dany als edificis. El rei Jaume II va establir un col·legi de jesuïtes a Holyrood i va fer convertir l'abadia al maig de 1688 en una capella  catòlica per a l'orde del Card, i la congregació protestant s'hagué de mudar al nou Canongate Kirk. Després, al novembre de 1688, quan Guillem III va dur a terme la «Revolució Gloriosa», el poble d'Edimburg va entrar a saquejar l'església i la cripta reial. L'any 1691, la Canongate Kirk va reemplaçar l'abadia com a església parroquial local. El treball de restauració inclogué el sostre de l'abadia que va ser reconstruït el 1758, però el sostre va col·lapsar per un huracà al 1768, i ha quedat fins avui dia en ruïnes.